# Whippet (Automarke)

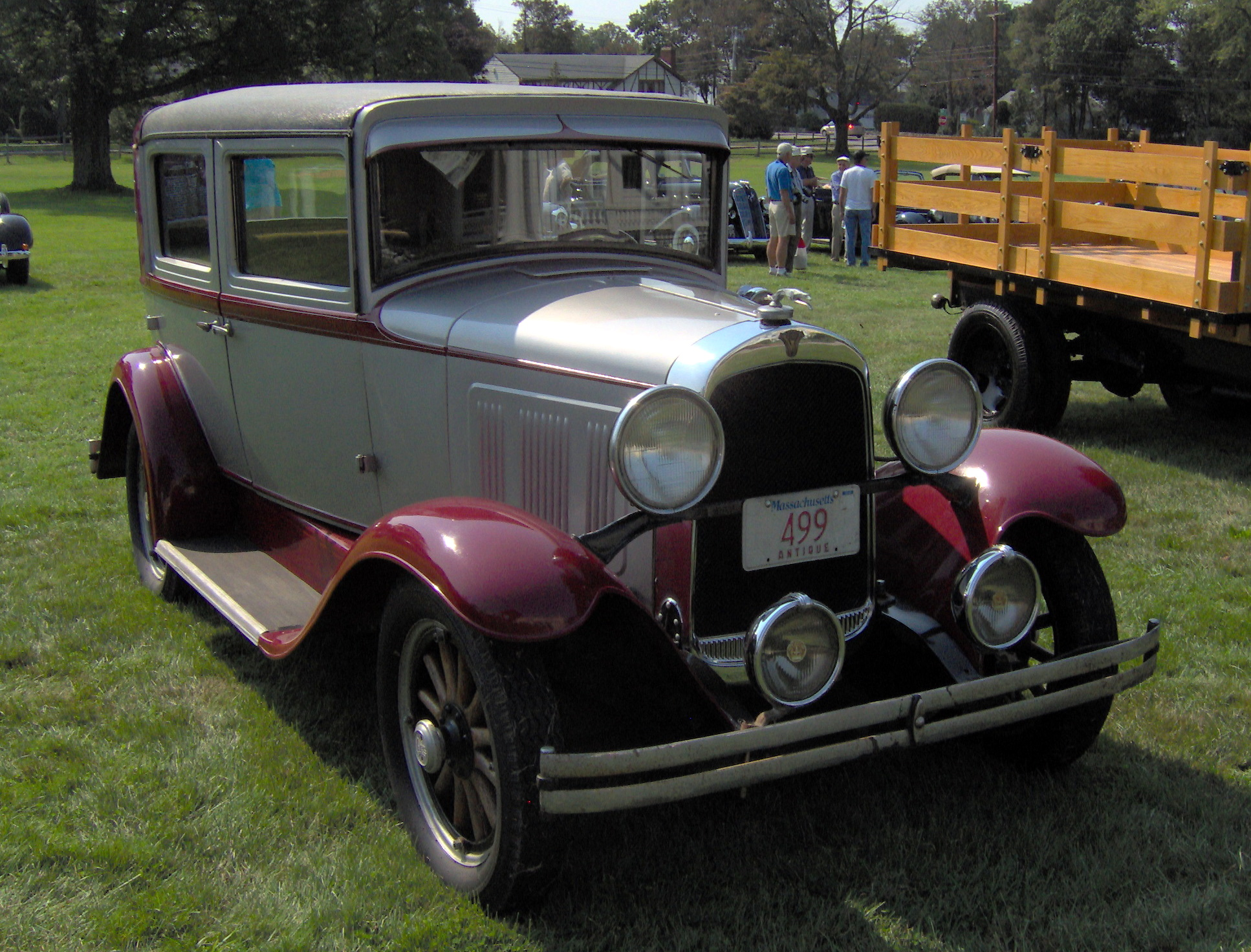
Whippet Modell 96A Limousine (1930)

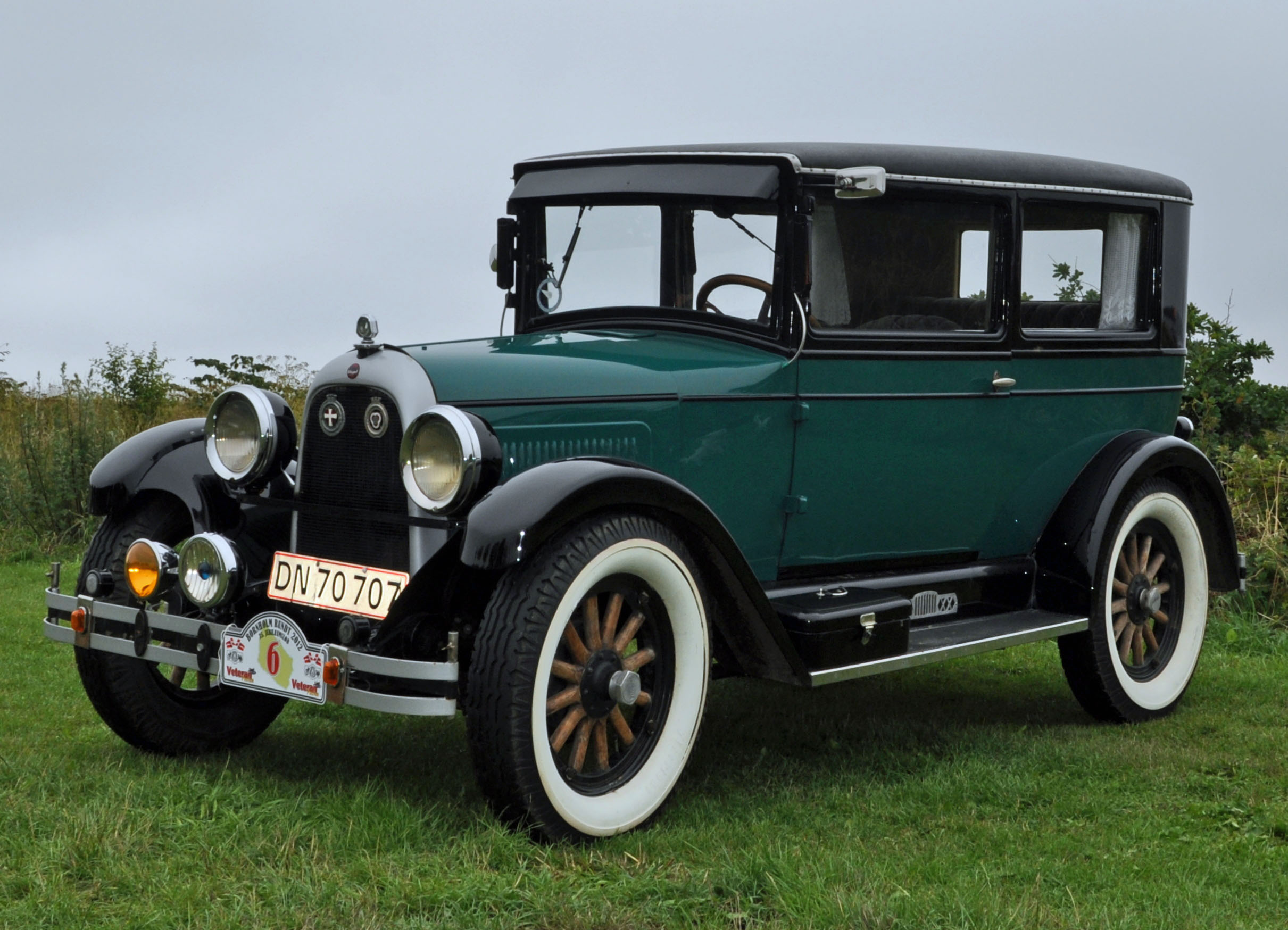
Whippet Overland

Whippet war eine US-amerikanische Automobilmarke, die von 1926 bis 1931 von Willys-Overland in Toledo (Ohio) hergestellt wurde. Der Wagen wurde nach der gleichnamigen englischen Hunderasse benannt, und das Kühleremblem zeigte einen Whippet, der durch einen Reifen springt.

## Beschreibung
Nach Beendigung der Fertigung der Overland-Fahrzeuge im Jahre 1926 wollte John North Willys einen besonders kleinen und billigen Wagen herstellen. Heraus kam im Herbst 1926 ein Wagen mit dem kürzesten Radstand aller zu dieser Zeit hergestellten US-amerikanischen PKWs mit nur 100,25" (2.546 mm). Das Modell 96 hatte einen Vierzylindermotor mit 2.196 cm³ Hubraum, der 30 bhp (22 kW) leistete. Dieser Wagen war als 5-sitziger Tourenwagen, 5-sitzige Limousine oder 2-sitziges Coupé erhältlich.
Im Januar 1927 wurde der Radstand dieses Wagens auf 2.648 mm verlängert und es gab eine Reihe weiterer Aufbauten. Gleichzeitig stellte man ihm das Modell 93A mit einem Sechszylindermotor zur Seite, der 40 bhp (29 kW) abgab. Das Fahrgestell dieses Wagens hatte einen Radstand von 2.775 mm und es gab die gleichen Aufbauten wie beim kleineren Modell. Dieser Wagen stellte 1927 seine Schnelligkeit beim 24 h - Rennen in Indianapolis unter Beweis, wo er eine Durchschnittsgeschwindigkeit von 56,52 mph (90,54 km/h) erreichte.
Der billigste Whippet, das Vierzylinder-Cabriolet, war 1928 zum Preis von US -$ 545,-- erhältlich - US-$ 5,-- weniger als der billigste Ford. Die Preise der anderen Modelle bewegten sich zwischen US-$615,-- und 745,--, und so konnte der Whippet 93A als der billigste Sechszylinder seiner Zeit vermarktet werden. Trotz des niedrigen Preises hatten die Wagen mechanische Bremsen für alle vier Räder und im Motor sieben Kurbelwellenlager und Druckumlaufschmierung.
Bereits im ersten vollen Produktionsjahr 1927 wurden 110.000 Fahrzeuge gebaut, 1928 und 1929 zusammen entstanden 242.000 Stück (von 315.000, die Willys-Overland in dieser Zeit insgesamt herstellte!).
1928 wandelte sich das Modell 93A zum Modell 98. 1929 hieß der Vierzylinder Modell 96A und der Sechszylinder Modell 98A. Diese Fahrzeuge wurden mit unterschiedlichsten Aufbauten für 2 – 5 Passagiere gefertigt, am Erscheinungsbild und der Technik der Fahrzeuge änderte sich aber wenig.
Alle Whippet-Modelle wurden auch in Australien von den Holden Karosseriewerken gefertigt und vertrieben, allerdings mit 21-Zoll- statt 19-Zoll-Rädern und geringfügigen Änderungen an der Karosserie.
Der Zusammenbruch der Börse an der Wall Street am Schwarzen Freitag und die daraus resultierende Weltwirtschaftskrise allerdings bereitete der Marke ein Ende: Im Frühjahr 1931 entschloss sich Willys-Overland, den Whippet zugunsten des Willys Six und des neuen Willys 77 einzustellen.

## Modellchronik
| Modelljahr | Modelle                             |
| ---------- | ----------------------------------- |
| bis 1926   | Overland                            |
| 1926       | Whippet Four 96                     |
| 1927       | Whippet Six 93A                     |
| 1928       | Whippet Six 98                      |
| 1929       | Whippet Four 96A, Six 98A, Six C101 |